# Axis of Justice
Axis Of Justice je nezisková organizace založená Serjem Tankianem ze System Of A Down a Tomem Morellem z Audioslave (dříve v Rage Against The Machine). Jejím cílem je spojit hudebníky, fanoušky hudby a politické organizacace podporující decentralizaci moci, aby společně bojovali proti společenským předsudkům.
Axis of Justice se objevuje na hudebních festivalech, kde se vyskytují buďto Audioslave nebo System Of A Down, jako například na Lollapalooze 2003. Axis of Justice také vysílá dvakrát měsíčně rádiovou show (rádio KPFK v Los Angeles a XM Satellite Radio). Tyto show jsou archivovány ve formátu MP3 a zpřístupněny pro volné stahování z internetu. Na svých internetových stránkách také doporučují několik knih, jejichž názory podporují.
Členové
- Serj Tankian
- Tom Morello
- Pete Yorn
- Flea
- Brad Wilk
- Maynard James Keenan
- Chris Cornell
- Wayne Kramer
- John Dolmayan
- Jurassic 5
- Knowledge
- Ahmed Ahmed
- Brian O'Connor
- Jonny Polonsky
- Tim Walker
- Boots Riley
- Fred Durst